# Сейлем (Юта)
Сейлем (англ. Salem) — місто (англ. city) в США, в окрузі Юта штату Юта. Населення — 9298 осіб (2020).

## Географія
Сейлем розташований за координатами 40°3′14″ пн. ш. 111°40′20″ зх. д. / 40.05389° пн. ш. 111.67222° зх. д. (40.053815, -111.672361).  За даними Бюро перепису населення США в 2010 році місто мало площу 26,40 км², з яких 26,34 км² — суходіл та 0,06 км² — водойми.

## Демографія
Згідно з переписом 2010 року, у місті мешкали 6423 особи в 1737 домогосподарствах у складі 1515 родин. Густота населення становила 243 особи/км².  Було 1834 помешкання (69/км²).
Расовий склад населення:
| - 96,5 % — білих - 0,5 % — чорних або афроамериканців - 0,4 % — корінних американців - 0,4 % — азіатів - 0,3 % — вихідців з тихоокеанських островів - 1,0 % — осіб інших рас |

До двох чи більше рас належало 1,0 %. Частка іспаномовних становила 3,6 % від усіх жителів.
За віковим діапазоном населення розподілялося таким чином: 38,6 % — особи молодші 18 років, 53,0 % — особи у віці 18—64 років, 8,4 % — особи у віці 65 років та старші. Медіана віку мешканця становила 28,0 року. На 100 осіб жіночої статі у місті припадало 101,2 чоловіків;  на 100 жінок у віці від 18 років та старших — 98,8 чоловіків також старших 18 років.
Середній дохід на одне домашнє господарство  становив 82 698 доларів США (медіана — 76 909), а середній дохід на одну сім'ю — 87 365 доларів (медіана — 80 000). Медіана доходів становила 61 237 доларів для чоловіків та 36 912 долари для жінок. За межею бідності перебувало 8,7 % осіб, у тому числі 8,4 % дітей у віці до 18 років та 3,8 % осіб у віці 65 років та старших.
Цивільне працевлаштоване населення становило 2954 особи. Основні галузі зайнятості: освіта, охорона здоров'я та соціальна допомога — 29,9 %, виробництво — 13,4 %, будівництво — 10,4 %, роздрібна торгівля — 9,1 %.